# Jacob Söderman
Jacob-Magnus Söderman, född den 19 mars 1938 i Helsingfors, är en finlandssvensk ämbetsman och politiker.
Söderman avlade juris licentiatexamen 1967. Söderman var 1967–1971 direktör vid Finlands svenska landskommuners förbund och 1971–1982 chef för arbetsavdelningen vid social- och hälsovårdsministeriet. Han utsågs 1982 till landshövding i Nylands län och innehade denna befattning fram till 1989, då han utnämndes till riksdagens justitieombudsman. Söderman var 1995–2003 Europeiska unionens förste ombudsman och byggde upp en verksamhet som syftar till större öppenhet i förvaltningen enligt nordisk modell.
Söderman var riksdagsman för socialdemokraterna 1972–1982, justitieminister 1971 och social- och hälsovårdsminister 1982. Han ställde upp i riksdagsvalet 2007 och tog plats i riksdagen som ersättare.

## Utmärkelser
- 1993 –   Storkorset av Bernardo O'Higgins-orden[2]
- 1995 –   Storkorset av Finlands Lejons orden[2]
- 1998 –  Politices hedersdoktor vid Åbo Akademi[3]
- 1999 –  Juris hedersdoktor vid Lapplands universitet[3]
- 2001 –  Riddare av Hederslegionen[4]
- 2009 –  Folktingets förtjänstmedalj i guld[5]
- 2010 –  Juris hedersdoktor vid Helsingfors universitet[6]